# Boldog Ceferino Lovagrend
A Boldog Ceferino (Cigány) Lovagrend egy magyar alapítású egyházi lovagrend, melynek hivatása a történelmi egyházak és a cigányság közötti együttműködés előmozdítása.

## Története
Az első és egyelőre egyetlen boldoggáavatott cigány ember, Boldog Ceferino ünnepnapján, Születésének 150. és mártírhalálának 75. évfordulóján, 2011. május 4-én Beer Miklós váci püspök Mátraverebély–Szentkúton lovaggá avatta a boldogról nevezett cigány lovagrend első tíz tagját.

## Tagság
A Boldog Ceferino Lovagrend egy cigány keresztény közösség. A lovagrendnek olyan krisztushívő cigány világiak lehetnek a tagjai, akik hatékonyan közreműködnek a cigányság körében folyó lelkipásztori tevékenységben. A lovagrendnek nem csak cigányok lehetnek a tagjai, és nem a végzettség vagy a foglalkozás fontos, hanem az, hogy aki a lovagrend tagja, az a maga területén profi legyen, értéket tudjon felmutatni és magyarként, cigányként, keresztény emberként tudjon tenni a cigányság és a többségi társadalom együttéléséért. A lovagrend kilenc taggal indult, mások meghívásos alapon lehetnek a tagjai, miután döntött róluk az elnökség.

## Tevékenysége
A Lovagrend hivatása a történelmi egyházak és a cigányság közötti együttműködés előmozdítása. Fontosnak tartja, hogy a cigány magyarok is elfogultság nélkül megvizsgálják önmagukat és közösségeiket, hogy észrevegyék erényeiket és hibáikat is. Arra bátorítják a cigány embereket, hogy merjenek nyitni nem cigány honfitársaik felé és járuljanak hozzá a társadalmi béke megteremtéséhez. A nagymester a cigány és nem cigány magyarokat a felebaráti szeretet nevében kér őszinte, személyes önvizsgálatra. A gyakorlatban elsősorban egyházi partnerekkel szeretnék tovább vinni, illetve ahol még nincs, ott megvalósítani a cigány pasztorációt. Támogatnák a cigány evangelizációs csoportokat, illetve karitatív tevékenységet folytatnának.